# Diocesi di Stavanger

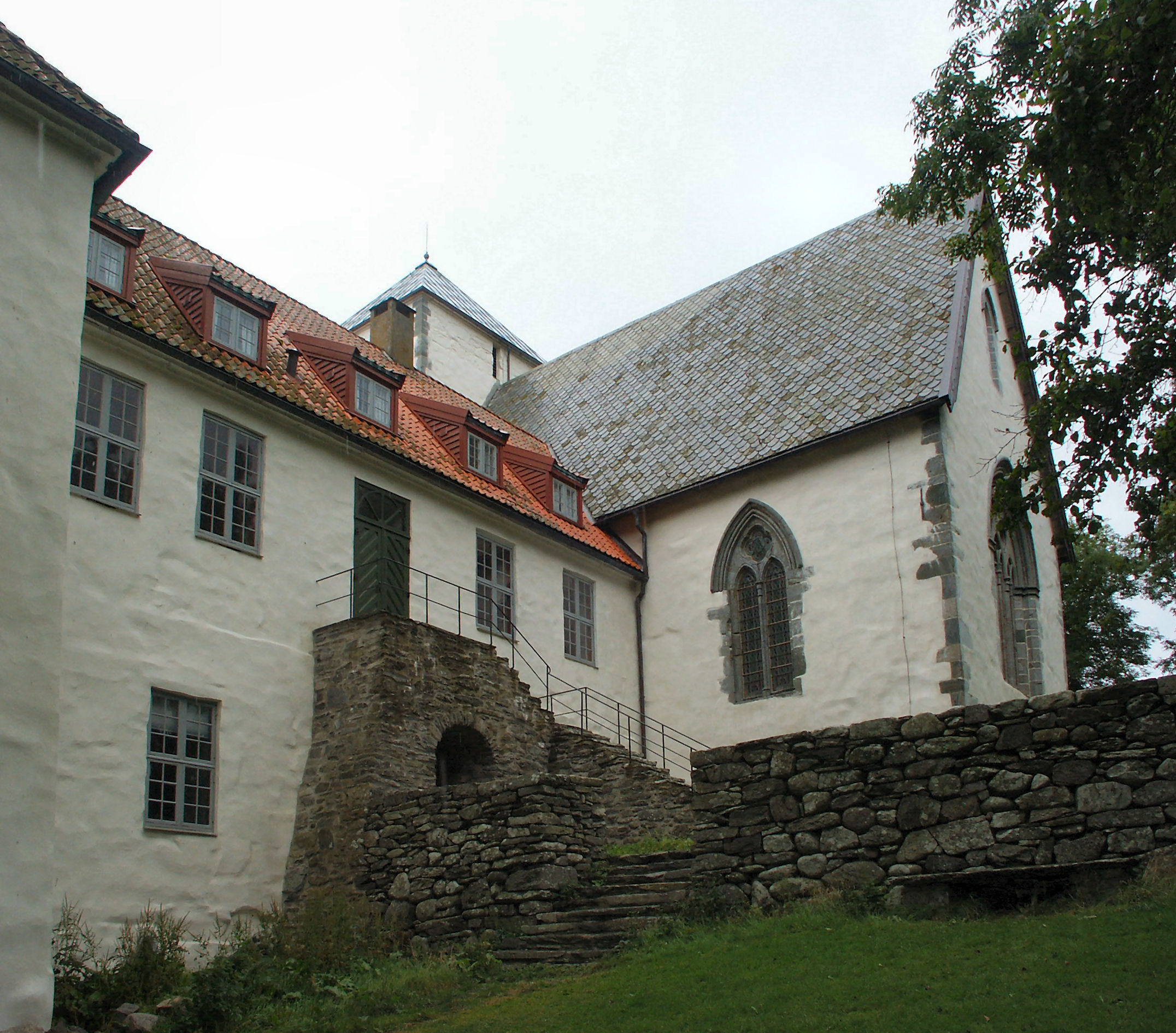
L'abbazia agostiniana di Utstein, fondata dal re Magnus VI di Norvegia.

La diocesi di Stavanger (in latino: Dioecesis Stavangrensis) è una sede soppressa della Chiesa cattolica.

## Territorio
La diocesi comprendeva i territori delle odierne contee norvegesi di Rogaland e Agder e le tradizionali regioni di Valdres e Hallingdal.
Sede vescovile era la città di Stavanger, dove fungeva da cattedrale la chiesa di Cristo, ora cattedrale dell'omonima diocesi luterana.

## Storia
La diocesi di Stavanger sorse attorno al 1125, ricavandone il territorio dalla diocesi di Bergen. Primo vescovo fu un inglese, Reginaldo, probabilmente monaco benedettino di Winchester. Fu lo stesso vescovo ad iniziare la costruzione della cattedrale. Reginaldo fu fatto impiccare nel 1135 dal re Harald IV.
Inizialmente suffraganea dell'arcidiocesi di Brema-Amburgo, nel 1153 entrò a far parte della provincia ecclesiastica dell'arcidiocesi di Nidaros.
Nel 1280 fu fondata l'abbazia agostiniana di Utstein, la più importante della diocesi.
La diocesi fu soppressa de facto con l'avvento della Riforma protestante. L'ultimo vescovo cattolico, Hoskuld Hoskuldsson, venne imprigionato dai protestanti nel 1536 e morì in carcere l'anno successivo.

## Cronotassi dei vescovi
- Reinald † (circa 1130 - 1135 deceduto)
- Jon Birgersson † (? - 1151 nominato vescovo di Nidaros)
- Peter † (1152 - ? deceduto)
- Amund † (? - prima del 1172 dimesso)
- Eirik Ivarsson † (prima del 1172 - 1189 nominato arcivescovo di Nidaros)
- Njål † (1189 - 1207 deceduto)
- Henrik † (1207 - 1224 deceduto)
- Askell Jonsson † (1226 - 1254 deceduto)
- Torgils † (1255 - 1276 deceduto)
- Arne † (1277 - 1303 deceduto)
- Ketil † (1304 - 1317 deceduto)
- Håkon Halldorsson † (16 luglio 1318 - 30 maggio 1322 deceduto)
- Eirik Ogmundsson † (1322 - 1342 deceduto)
- Guttorm Pålsson † (1343 - 1349 deceduto)
- Sigfrid, O.P. † (30 maggio 1351 - 13 agosto 1352 nominato vescovo di Oslo)
- Gyrd Aslason † (8 gennaio 1354 - ? deceduto)
- Bottolf Asbjørnsson † (7 ottobre 1355 - 1380 deceduto)
- Hallgeirr Osmundsson † (1381 dimesso)[1]
- Olaf † (circa 1381 - 1400 deceduto)
- Håkon Ivarsson † (22 marzo 1400 - 1426 dimesso)
- Audun Eyvindsson † (19 giugno 1426 - 3 novembre 1445 deceduto)
- Gunnar Eriksson † (14 novembre 1445 - 1453 deceduto)
- Sigurd Bjørnsson † (13 maggio 1454 - 1463 deceduto)
- Alv Thorgardsson † (2 maggio 1466 - 1480 deceduto)
- Eiliv Jonsson † (1480 - 1512 deceduto)
- Hoskuld Hoskuldsson † (19 giugno 1513 - 1537 deceduto)[2]